# 克魯托亞里夫卡 (別爾哥羅德-德涅斯特羅夫斯基區)
46°21′21″N 29°49′10″E / 46.35583°N 29.81944°E
克魯托亞里夫卡（烏克蘭語：Крутоярівка）是位於烏克蘭西南部的村莊，由敖德萨州裡比爾霍羅德-德涅斯特羅夫斯基區的舊科扎切市鎮負責管轄。該村始建於1924年，面積6.22平方公里，2001年人口1,933，人口密度每平方公里310.77人。